# Karstadt Munich
Le Karstadt München Bahnhofplatz est un grand magasin de la chaîne de magasins allemand Karstadt, situé dans le quartier Maxvorstadt de Munich.

## Histoire et description
Le grand magasin traditionnel et historiquement protégé a été construit entre 1904 et 1905 selon les plans de l'architecte munichois Max Littmann pour la chaîne de grands magasins Hermann Tietz, en face de la Gare centrale de Munich, et a ouvert ses portes le 14 mars 1905. Dans la conception du bâtiment, Littmann a utilisé des éléments de la Renaissance allemande, suivant le goût historicisant de l'époque. L'ancien grand magasin Tietz est une construction à toit en croupe de cinq étages avec des saillies, des tours d'escalier, des pignons et des lucarnes. La décoration sculpturale de la façade est de Julius Seidler, Jakob Bradl et Fidel Enderle.
Déjà vers 1930, les deux escaliers mécaniques opposés du grand Lichthof (atrium) ont été travaillés pour refléter le flair de la ville. Après des dommages aux façades dus à la Seconde Guerre mondiale, le bâtiment a été reconstruit de manière simplifiée puis considérablement agrandi. La vaste expansion de l'année 1971 provient du célèbre architecte Fred Angerer. Avec près de 40 000 mètres carrés d'espace de vente, une façade de 220 mètres de long le long de la Schützenstraße et un parking souterrain pour 500 voitures, le complexe immobilier constitue l'un des plus vastes grands magasins d'Allemagne.

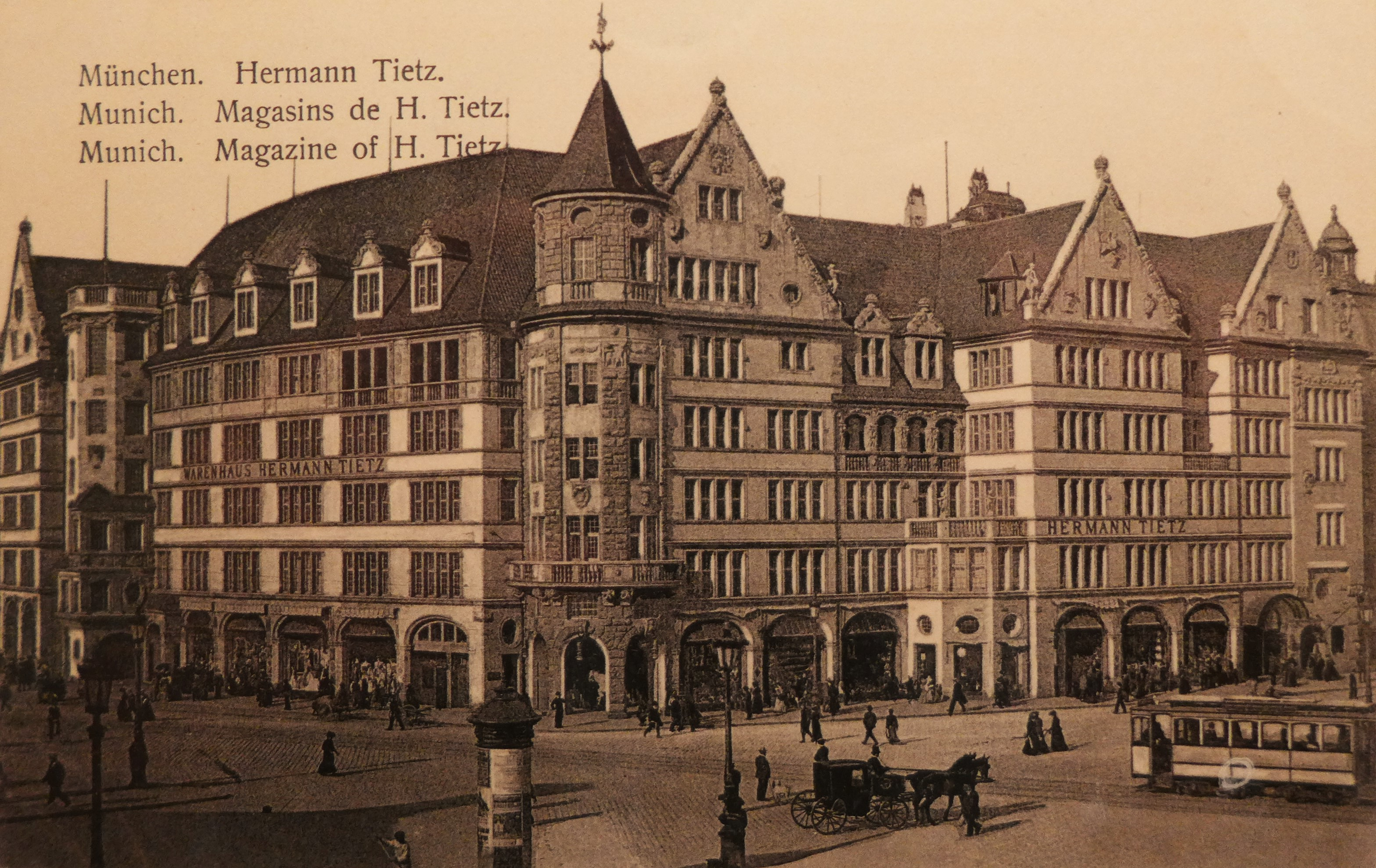
Vue historique du grand magasin conçu par Max Littmann et Hermann Tietz à Munich Bahnhofvorplatz, carte postale de 1909

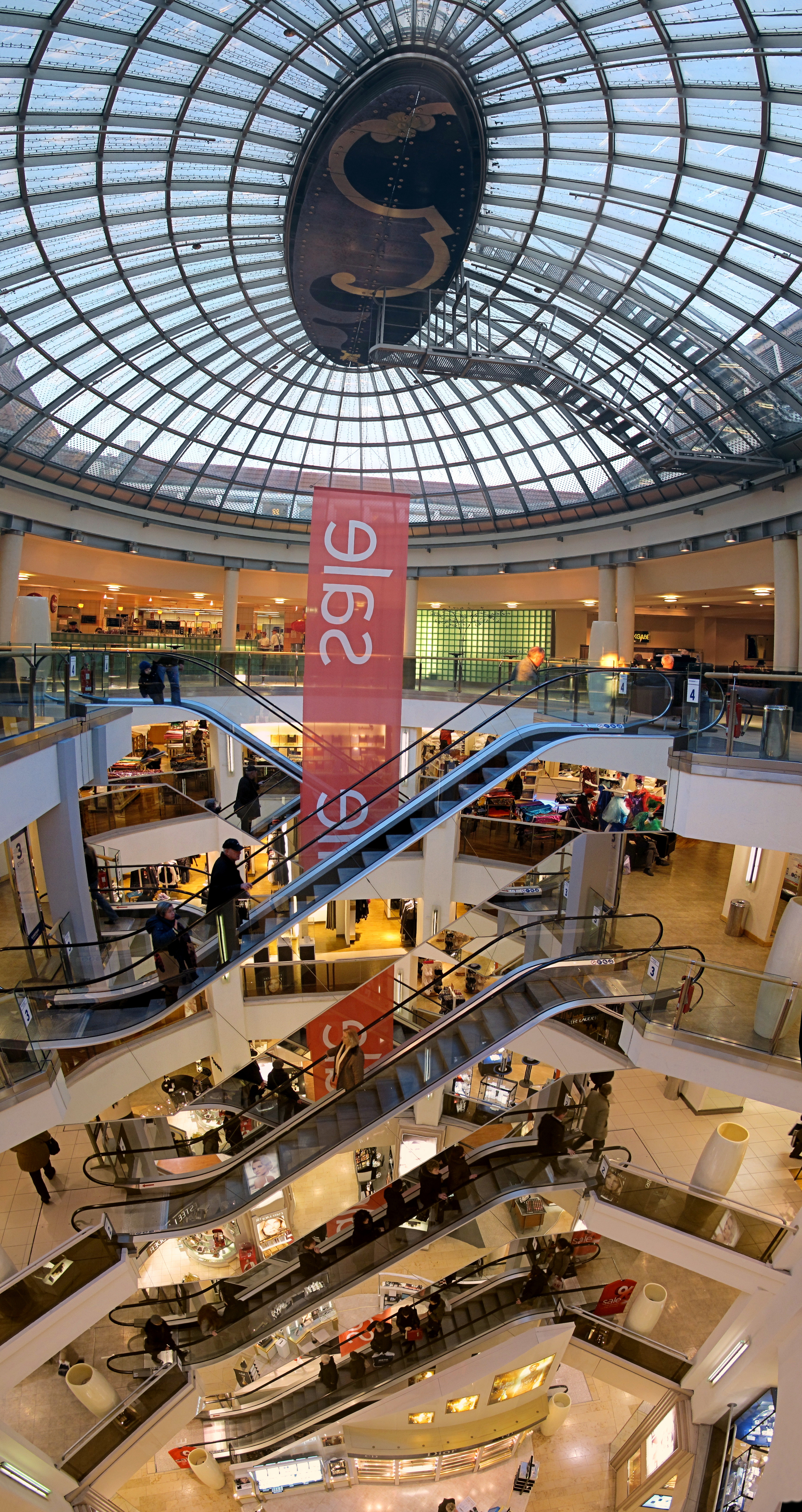
Atrium

Le changement de nom s'est fait étape par étape et s'appelle depuis le 27 septembre 2007 Karstadt München Bahnhofplatz. Le bâtiment de six étages est l'une des propriétés à grande échelle les plus convoitées du centre-ville de Munich. En 2015, la société d'investissement germano-irlandaise Signature Capital a acquis la propriété lors d'un appel d'offres. Après un an et demi, il a été vendu en août 2016 à la société immobilière RFR Holding, dirigée par les deux investisseurs immobiliers d'origine allemande Aby Rosen et Michael Fuchs. Sa valeur marchande a augmenté de près de 40 %.